# San Nicolò Gerrei
San Nicolò Gerrei (sardisch: Paùli Xrexèi) ist eine italienische Gemeinde (comune) in der Metropolitanstadt Cagliari auf Sardinien. Die Gemeinde selbst hat 727 Einwohner (Stand 31. Dezember 2023) und liegt etwa 35,5 Kilometer nordnordöstlich von Cagliari am Parco Geominerario Storico ed Ambientale della Sardegna.

## Verkehr
Durch die Gemeinde führt die Strada Statale 387 del Gerrei von Cagliari nach Muravera.